# Al-Muàyyad Xaykh
Al-Màlik al-Muàyyad Abu-n-Nasr Xaykh al-Mahmudí adh-Dhahirí (àrab: الملك المؤيد أبو النصر شيخ المحمودي الظاهري, al-Malik al-Muʾayyad Abū n-Naṣr Xayẖ al-Maḥmūdī aẓ-Ẓāhirī), més conegut simplement com al-Muàyyad Xaykh (vers 1369-1421), fou un soldà mameluc burjita o circassià que va regnar a Egipte de 1412 a 1421.

## Biografia
A l'edat de dotze anys, Shaykh al-Muhammudi fou comprat com a esclau pel soldà adh-Dhàhir Sayf-ad-Din Barquq. Passà al servei del soldà i va anar pujant per tots els graus. El 1400 fou nomenat governador de Trípoli pel sultà an-Nàssir Fàraj en el moment de la invasió de Síria per Tamerlà. Mentre que els altres emirs es van refugiar a la fortalesa d'Alep, ell es va atrevir a atacar els invasors. Shaykh al-Muhammudi fou fet presoner però es va escapar.
Tamerlà prengué llavors Hama, Homs i Baalbek i arribà a Damasc, que el sultà Fàraj havia vingut a defensar des del Caire. El 25 de desembre de 1400 Fàraj fou rebutjat i va haver de tornar al Caire a causa dels riscs de cop d'estat, abandonant Damasc a la seva sort. Ibn Khaldun que es trobava allà, fou encarregat pels notables de portar les negociacions per a la rendició de la ciutat. La ciutat fou presa i saquejada, i després incendiada (això va damnar la gran mesquita dels omeies). El 19 de març de 1401, Tamerlà abandonava Damasc emportant-se tots els artesans i obrers qualificats que va poder reunir, teixidors de seda, armers, vidriers i terrissaires, destinats a treballar per embellir Samarcanda, així com un gran nombre de lletrats que foren obligats a seguir-lo, i de les multituds reduïdes a l'esclavitud. Tamerlà, després d'haver arruïnat Síria, l'evacuava sense haver fet res per establir-hi un poder regular i immediatament fou reocupada pels mamelucs. Shaykh al-Muhammudi fou el primer a anunciar la retirada de Tamerlà.
Chaykh al-Muhammudi fou designat llavors com a governador de Damasc. El 1404, es va aliar a l'amir Yashbak al-Shabani. Tots dos amenaçaren de manera seriosa al sultà Fàraj a Síria però foren finalment vençuts. Shaykh al-Muhammudi va perdre el seu govern.
El 1405, una nova sedició deposava el sultà Fàraj que va haver de fugir a Síria i fou reemplaçat pel seu germà Abd al-AzIz. El partit de Yashbak triomfava i Shaykh al-Muhammudi esdevingué tinent general del sultanat. El regnat d'Abd al-Aziz fou curt; setanta dies després, amb un acord amb Yashbak, An-Nàssir Fàraj recuperava el tron.
Shaykh al-Muhammudi va recuperar el govern de Damasc després del restabliment de Fàraj. Sembla tanmateix que en va ser un fidel servidor i el va ajudar a reprimir la revolta de Djakam, amir d'Alep, que s'havia autoproclamat sultà. Fàraj no obstant va fer arrestar injustament a Shaykh al-Muhammudi que es va escapar i va recuperar Damasc a Nawruz al-Hafidi, el seu successor en aquest govern, al que va cedir el govern de Trípoli del Líban. Fàraj i Shaykh al-Muhammudi es van reconciliar. El 1409, Fàraj va anar per desallotjar-lo altre cop de Damasc i el va assetjar. Shaykh al-Muhammudi es va sotmetre però va conservar Damasc tot protestant de la seva fidelitat al sultà. El 1410, Shaykh al-Muhammudi i altres emirs es van apoderar del poder al Caire on intentaren establir com a sultà al fill de Fàraj. En acostar-se el sultà, Shaykh al-Muhammudi es va replegar a la ciutat de Suez. An-Nàssir Fàraj el va perdonar i li va donar el govern d'Alep.
El 1412 el sultà Fàraj, acompanyat del califa, va marxar a Síria per combatre altre cop als amirs revoltats, especialment Shaykh al-Muhammudi. El sultà va arribar a Gaza per passar-hi uns dies i en l'aturada una part de les seves tropes es van passar a l'enemic. Fàraj fou derrotat pels rebels a la batalla de Ladjdjun (març-abril de 1412) i va fugir a Damasc on es va preparar per un llarg setge. El califa al-Mustaín fou fet presoner i pressionat pels rebels per declarar la deposició de Fàraj; li van oferir el títol de sultà per ell mateix. El 7 de maig de 1412 va acceptar per força amb la condició de conservar el títol de califa en cas de ser deposat com a sultà., i el 28 de maig Fàraj fou capturat i executat a Damasc i fou proclamat al-Mustaín. Els caps rebels van anar al Caire amb al-Mustaín com a sultà i califa.
Shaykh al-Mahammudi va fer tot el possible per fer-lo impopular i finalment al cap de menys de set mesos el va deposar i va agafar el títol de sultà, prenent llavors el títol d'al-Muàyyad Abu-n-Nàssir.

### El regnat
Nawruz, émir de Damasc, es va negar a reconèixer al-Muàyyad Abu-n-Nàssir Xaykh al-Muhammudí, i va proclamar la guerra santa agafant com excusa la destitució del califa. El juliol de 1414, després d'un setge de Damasc, Nawraz fou vençut, detingut i executat. Al-Muayyad Abu-n-Nàssir va restablir el poder dels mamelucs circassians sobre Síria. Al-Muàyyad va anar a fer unes pregàries a Jerusalem i després va retornar al Caire.
La situació que al-Muàyyad va trobar al Caire era caòtica, la pesta feia estralls en la població, la fam regnava i la moneda estava devaluada. Al-Muàyyad va prendre mesures de redreçament. La situació monetària fou sanejada, les incursions dels beduïns foren reprimides. La producció agrícola es va recuperar i el preu dels cereals va baixar.

#### Guerra a Anatòlia
Després d'haver posat ordre, al-Muàyyad es va preparar per fer la guerra a Anatòlia. Tars acabava de ser presa als Ramazànides (beylik de Ramazan-oğhlu, dinastia Ramazanğoullari), vassalls en títol dels mamelucs, pel Karamànida Sultanzâde Nâsıreddin II Mehmed Bey que es creia fora d'abast mameluc i sota la protecció dels otomans. El 1415, al-Muayyad retornava Tars a l'emir ramazànide Şihabeddin Ahmed que va estendre el seu domini a les ciutats de Sis (moderna Kozan) i Ayas (moderna Yumurtalık). L'emir karamànida Nâsreddin Mehmed fou fet presoner i portat al Caire. Durant la seva captivitat, el seu germà, Damad Bengi II Alâeddin Ali Bey negocià amb els mamelucs una aliança contra els otomans (El 1421, després de la caiguda d'al-Muayyad, Mehmed serà alliberat pels mamelucs i reprendrà fàcilment el tron).
El 1418, el perill va venir dels turcmans qara qoyunlu i aq qoyunlu. Tars fou represa. Al-Muayyad va enviar el seu fill Ibrahim ibn Shaykh a recuperar el que s'havia perdut. El principat de Karaman fou envaït, Ibrahim va ocupar Kayseri, Konya, Karaman i Laranda la capital. Ibrahim va entrar al Caire en triomf amb un enorme botí. Els mamelucs foren tanmateix incapaços de mantenir el seu domini en aquests territoris d'Anatòlia que esdevindran dominis otomans.

#### Guerra amb Xipre
Ja el 1365, el rei Pere I de Xipre i Felip de Mézières havien apel·lat a Occident per a una nova croada. Havien desembarcat a Alexandria que van incendiar i saquejar. El 1403 el mariscal Boucicaut amb el rei de Xipre Janus de casa de Lusignan havia organitzat altres expedicions contra Alexandria i contra Beirut. Aquestes expedicions van ser fracassos. Malgrat un tractat de pau les incursions dels xipriotes van continuar. El 1410 el sultà an-Nàssir Fàraj havia replicat amb un desembarcament a Xipre. El 1413 els xipriotes intentaren un desembarcament a Damour al Líban. Al-Muayyad va reaccionar organitzant un desembarcament sobre l'illa. Janus va haver de signar la pau, la qual cosa no va impedir pas als pirates catalans sortir de Xipre per als seus raids sobre les costes d'Egipte i de Síria. Aquesta guerra no es va acabar fins al 1426, amb la invasió de Xipre per Barsbay i la captivitat de Janus.

## Els successors
El 14 de gener de 1421 al-Muayyad va morir, poc després que el seu fill Ibrahim, que es diu que potser fou víctima de la gelosia del seu pare després dels seus èxits a Anatòlia, si bé no hi ha cap prova.
El segon fill d'al-Muayyad, Ahmad que havia estat designar com a successor pel pare, no tenia més que 17 mesos quan fou proclamat sultà amb el títol d'al-Mudhàffar. El regent designat, estava en campanya i l'atabeg as-Sàlih Nàssir-ad-Din Muhàmmad ibn Tatar que es va casar amb la vídua i mare del sultà, es va apoderar del tron menys de vuit mesos més tard (1421).